# Parnamirim (Pernambouc)
Parnamirim est une municipalité brésilienne située dans l'État du Pernambouc.